# (20383) 1998 KU51
A (20383) 1998 KU51 a Naprendszer kisbolygóövében található aszteroida. A LINEAR projekt keretében fedezték fel 1998. május 23-án.